# Interior tirolés
Interior tirolés es una pintura de 1915 del pintor angloestadounidense John Singer Sargent. Forma parte de la colección del Museo Metropolitano de Arte de Nueva York, en los Estados Unidos.
Probablemente fue pintado en Sankt Lorenzen en el Tirol, en un antiguo castillo convertido en casa de campo. Representa a una familia de campesinos en la comida del mediodía sobre un fondo lleno de objetos religiosos.
La obra puede verse en la galería 770 del Museo Metropolitano de Arte.